# Сінгапурська конвенція про медіацію
Конве́нція ОО́Н про міжнаро́дні мирові́ угоди́, дося́гнуті за результа́тами медіа́ції (неофіційно Сінгапу́рська конве́нція про медіа́цію) — юридично обов'язкова для держав-учасниць міжнародна угода, яка забезпечує уніфіковану та ефективну правову основу для визнання та виконання мирових угод, яких досягли сторони за результатами медіації. Документ регулює виключно альтернативне вирішення зовнішньоторговельних спорів у міжнародній торгівлі.